# Wrocław Leśnica
Wrocław Leśnica – stacja kolejowa we Wrocławiu, przy ulicy Jana Rubczaka na osiedlu Leśnica, która została oddana do użytku wraz z otwarciem linii kolejowej do Legnicy w 1844 roku.

## Opis
Według klasyfikacji PKP ma kategorię dworca aglomeracyjnego. Na stacji zatrzymują się pociągi osobowe Kolei Dolnośląskich i PKP Intercity. Stacja pełni ważną funkcję w systemie Dolnośląskiej Kolei Aglomeracyjnej; jest najczęściej używaną stacją w zachodniej części Wrocławia, a podróż koleją najszybszym sposobem dostania się do centrum – podróż do stacji Wrocław Główny trwa 15 minut, gdy na podróż tramwajem w podobne miejsce (z ul. Średzkiej w Leśnicy do placu Dominikańskiego w centrum Wrocławia, linią nr „3” albo linią nr „10”) trzeba poświęcić około 40 minut.

## Historia
Stację oddano do użytku w roku 1847, co miało efekt zarówno dla Leśnicy (umożliwiło mieszkańcom miejscowości dojazd do wrocławskich szkół), jak i Wrocławia – otworzyło ruch turystyczny na Leśnicę. W roku 1927, po włączeniu Leśnicy do miasta, stacja znajduje się w granicach administracyjnych miasta Wrocławia. Przed wojną stacja Breslau Deutsch Lissa przyjmowała pociągi szybkiej kolei miejskiej Nahverkehr z Breslau Hauptbahnhof, a połączenie, w ilości ok. 20 par pociągów dziennie, realizowała kolej Rzeszy Deutsche Reichsbahn.
Po II wojnie światowej do roku 1947 stacja nazywała się Wrocław Leśna. Linię kolejową przebiegającą przez stację zelektryfikowano w 1984 roku. W 1992 roku stacja utraciła łączność z dworcem Wrocław Świebodzki. W latach 2010/11 dworzec został poddany gruntownej renowacji. W latach 2012–2013 przeprowadzono kosztem ponad 70 mln zł gruntowną przebudowę stacji. W ramach remontu przebudowano torowisko na stacji i w jej okolicach, zmodernizowano obiekty inżynieryjne, sieć trakcyjną oraz poddano renowacji zabytkowe wiaty. Stacja Wrocław Leśnica jest wpisana do rejestru zabytków.
| Rok     | Liczba par pociągów dziennie | Źródło |
| ------- | ---------------------------- | ------ |
| 1946    | 8                            | [ 10 ] |
| 1955/56 | 10                           | [ 18 ] |
| 1965/66 | 9                            | [ 19 ] |
| 1975/76 | 11                           | [ 20 ] |
| 1985/86 | 12                           | [ 21 ] |
| 1995/96 | 10                           | [ 22 ] |
| 2007/08 | 16                           | [ 23 ] |
| 2019/20 | 31                           | [ 24 ] |

## Położenie
Dojazd komunikacją miejską:
- przystanek Rubczaka (stacja kolejowa): 117, 123, 137, 138, 917, 937, 938, 948, 958
- przystanek Trzmielowiecka (stacja kolejowa): 117, 917
- przystanek Leśnica (stamtąd ok. 400 m do dworca kolejowego): 3, 10, 20, 101, 117, 123, 137, 138, 148, 917, 923, 937, 938, 948, 958 oraz nocne 243, 253.

Przed budynkiem dworcowym znajduje się również stacja Wrocławskiego Roweru Miejskiego Wrocław Leśnica, stacja kolejowa. Przy stacji znajduje się niewielki parking, większy Parkuj i jedź jest położony 300 m dalej, w pobliżu pętli tramwajowej.

## Urządzenia
Stacja sterowana jest zdalnie z posterunku odgałęźnego Wrocław Muchobór. Na stacji znajduje się 5 krawędzi peronowych położonych na 3 peronach. Stacja wyposażona jest w dodatkowe tory, zdatne do eksploatacji. Perony są zadaszone wiatami. Ruch między peronami przebiega przy użyciu przejścia podziemnego.

## Ruch pasażerski
Na stacji zatrzymują się pociągi Kolei Dolnośląskich i PKP Intercity. Od rozkładu jazdy 2019/2020 na stacji zaczęły zatrzymywać się pociągi pośpieszne i Intercity. W roku 2020 ze stacji odjeżdżały pociągi regionalne do Wrocławia Głównego, Głogowa, Jelcza-Laskowic, Legnicy, Lubania Śląskiego, Lubina. Węglińca i Zgorzelca i Żar. W związku z prowadzonymi pracami przy budowie linii tramwajowej na Nowy Dwór i poważnymi utrudnieniami komunikacyjnymi w zachodniej części miasta ruchy miejskie postulują uruchomienie linii szybkiej kolei miejskiej na trasie Wrocław Główny – Wrocław Leśnica. Podczas remontu stację dostosowano do potrzeb pasażerów niepełnosprawnych. Do dyspozycji pasażerów jest budynek dworcowy i wiaty na peronach.
| Rok  | Wymiana pasażerska na dobę |
| ---- | -------------------------- |
| 2017 | 1 900                      |
| 2022 | 1 200                      |
| 2023 | 1 200                      |

## Galeria

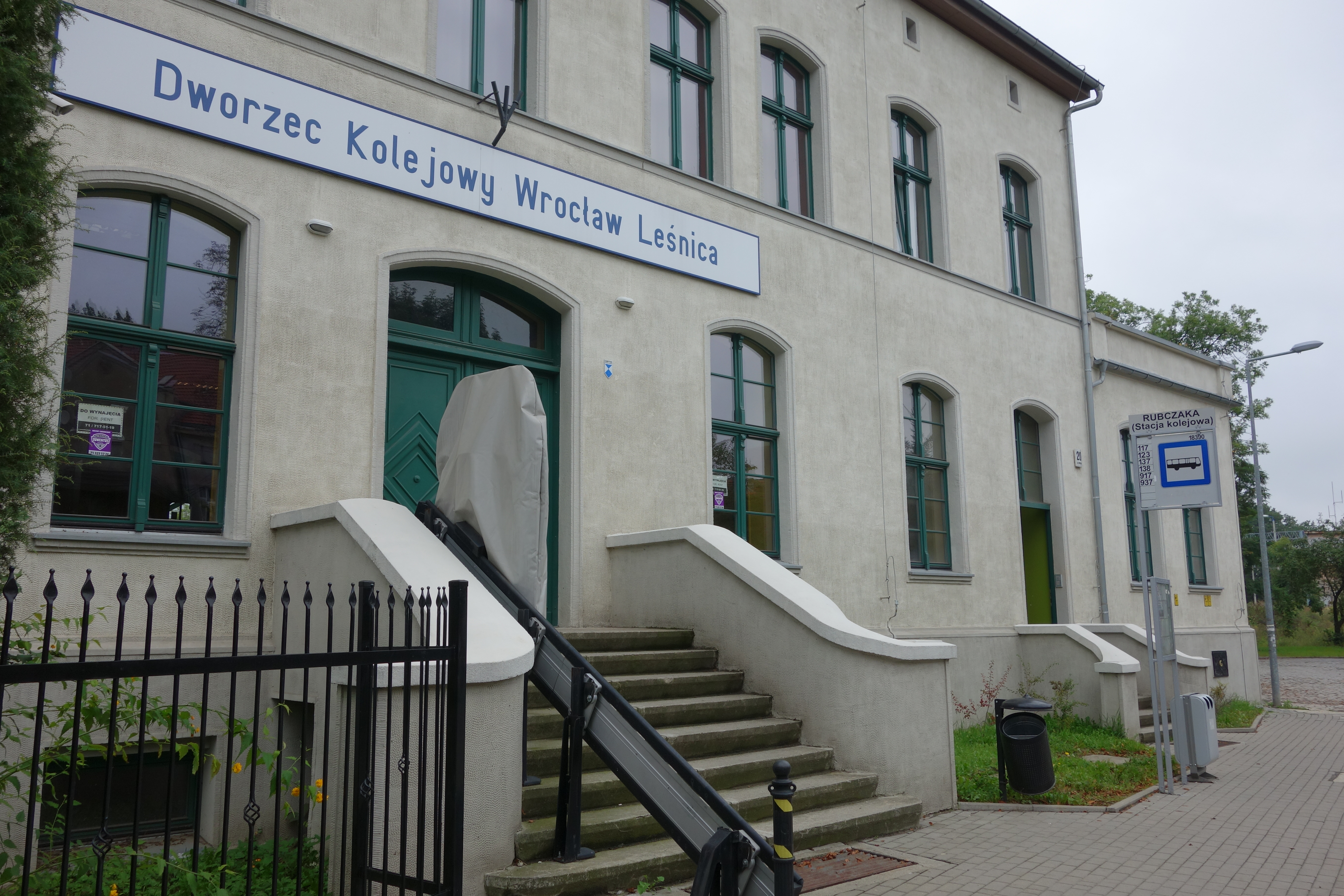
Dworzec od strony ulicy
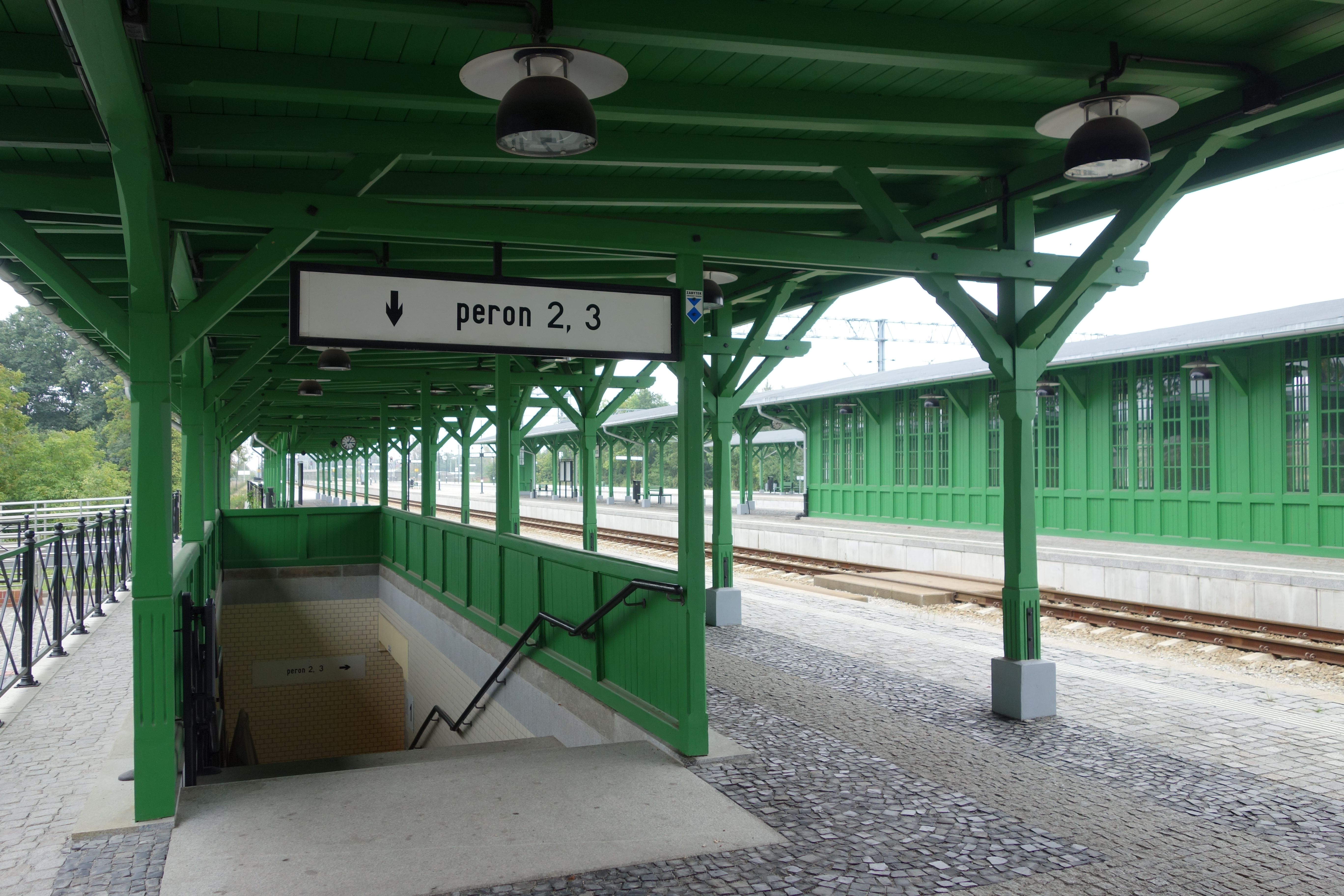
Perony stacji
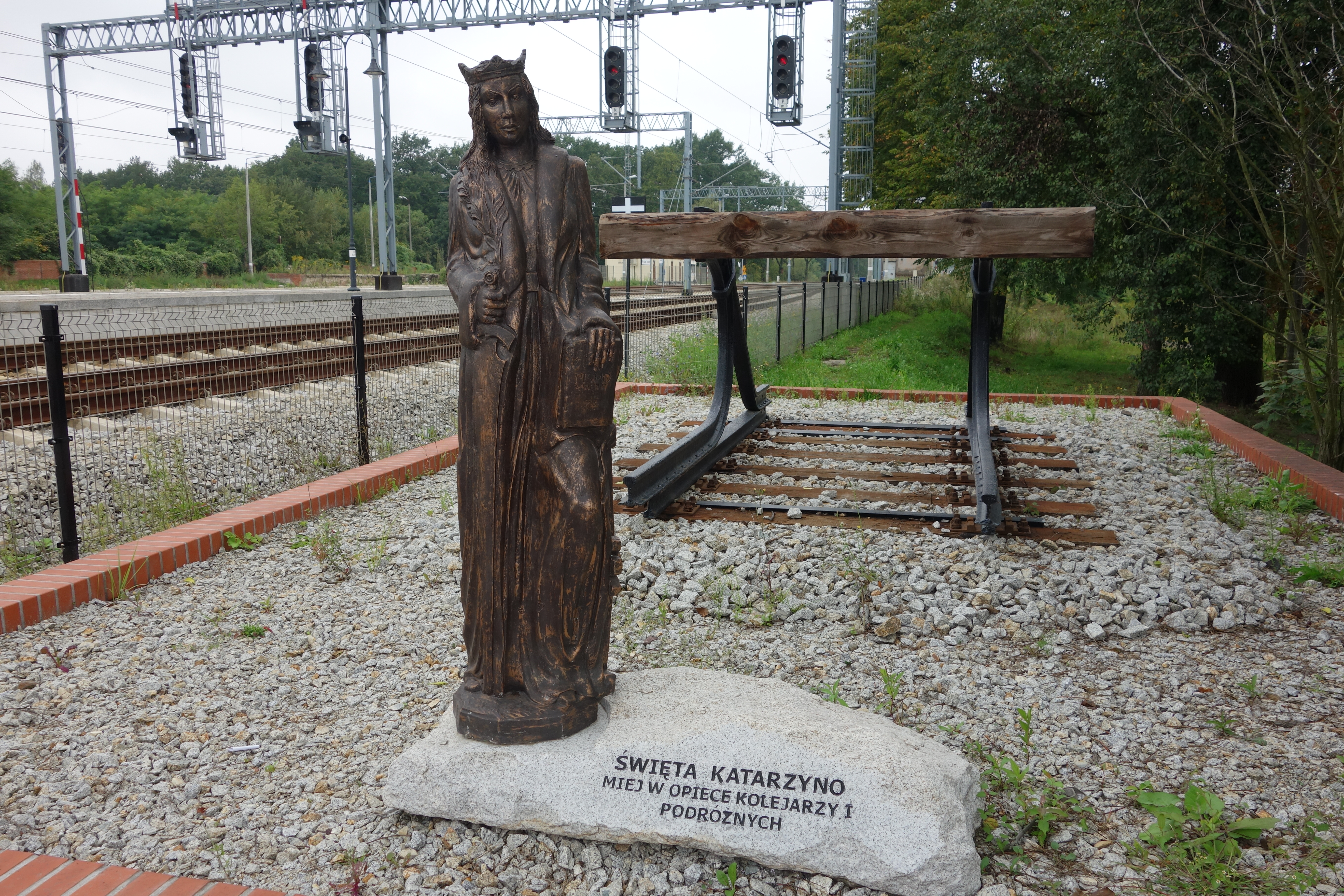
Figura św. Katarzyny, patronki kolejarzy
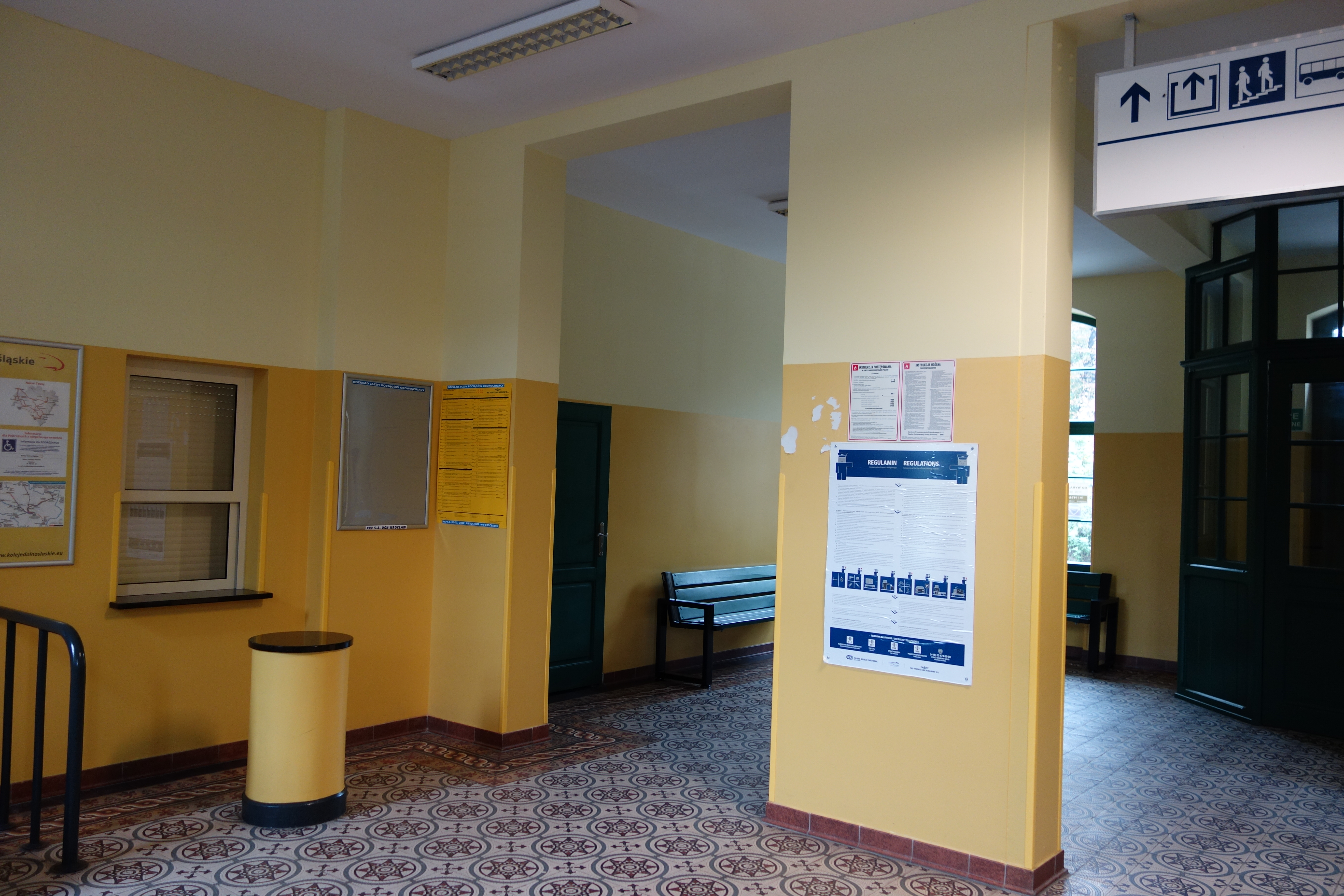
Wnętrze dworca